# Берёзов, Павел Иванович
Павел Иванович Берёзов (наст. фамилия Полозов; 19 февраля 1892 — 6 ноября 1972) — русский советский писатель, поэт, автор исторических и историко-революционных книг. Член Союза писателей СССР.

## Биография
Родился в 1892 году в селе Берёзовый Яр Самарской губернии (ныне Берёзово Пугачёвского района Саратовской области). Окончил историко-филологический факультет Московского университета. Жил и работал в Москве. В молодые годы Павел Иванович Полозов (Берёзов) вращался в кругу поэтов серебряного века, сам писал стихи.

### Семья
Сын — Игорь, инженер-строитель, лауреат Государственной премии.

## Творчество
Печататься начал с 1916 года. Под псевдонимом Павел Берёзов (П. Берёзов) популярно писал главным образом на исторические темы. Одна его небольшая книжка «Падение двуглавого орла» была посвящена Февральской революции 1917 года. В 1960—1970-х годах она упоминалась в сносках некоторых научных трудов, поскольку о Февральской революции тогда мало писали. Большинство книг писателя выходило в столичном издательстве «Московский рабочий». Его биографическая книга о Куйбышеве появилась в известной книжной серии «Жизнь замечательных людей» в 1958 году.

### Сочинения
- «Михаил Васильевич Фрунзе» (1947),
- Березов П. Музей Революции СССР / Под общ. ред. А. И. Толстихиной. — М.: Московский рабочий, 1952. — 204 с. — (По музеям и выставкам Москвы и Подмосковья).
- «Первопечатник Иван Фёдоров» (1952),
- «Димитрий Пожарский» (1954),
- «Большевик Фёдор Афанасьев» (1956),
- «Минин и Пожарский» (1957),
- «Куйбышев» (1958, серия «ЖЗЛ»),
- «Революция совершилась: Очерки о Великом Октябре в Петрограде» (1962),
- «Чудо из чудес» (1964)
  - Аннотация: История происхождения письменности, полиграфии, издательского и библиотечного дела в России. (Персоналии: Гутенберг, Иоганн; Федоров, И.; Мстиславец, П.; Княгининский, П. П.; Ливчак, И. Н.; Алисов, М. И.; Гассиев, В. А.; Орлов, И. И.; Новиков, Н. И.; Румянцев, Н. П.; Некрасов, Н. А.; Смирдин, А. Ф.; Водовозова, М. И.; Сытин, И. Д.)